# Amandine Guérin
Amandine Guérin (* 18. Februar 1993 in Bordeaux) ist eine ehemalige französische Fußballspielerin. Sie bekleidete die Position einer Torfrau.

## Vereinskarriere
Seit ihrem siebten Lebensjahr spielte Amandine Guérin in Amateurvereinen ihrer Geburtsregion Fußball, zunächst beim FCC Landes Girondines, ab 2002 bei der US Bouscat, dann ein halbes Jahr für den FC Sud Blaye und schließlich bei der US Saint-Yzan Laruscade. 2008 wechselte sie zu Olympique Lyon, in dessen zweiter Frauenmannschaft – unter anderem an der Seite von Aurélie Kaci und Lara Dickenmann – sie als 16-Jährige sogar in einer Drittligapartie das Tor hütete. Ansonsten spielte sich ihr fußballerischer Alltag allerdings in der A-Jugend-Elf des Vereins ab. Deshalb schloss sie sich 2012 dem seinerzeitigen Zweitdivisionär ASJ Soyaux an. Bei den Frauen aus der Charente entwickelte sie sich auf Anhieb zur unumstrittenen Nummer eins und war so bereits in ihrem ersten Jahr maßgeblich an Soyaux' Wiederaufstieg in Frankreichs Eliteliga beteiligt. Darin hat sie sich mit ihrer Frauschaft seit der Saison 2013/14 im gesicherten Tabellenmittelfeld etabliert.
Im Lauf des Jahres 2016 stellten sich bei ihr gesundheitliche Probleme am Herzen ein, die dazu führten, dass Guérin in der Spielzeit 2016/17 keine einzige Pflichtpartie bestreiten konnte und ihre Spielerinnenkarriere beendet hat. Ab Sommer 2017 steht sie bei Soyaux als Torwarttrainerin auf der Gehaltsliste.

### Stationen
- FCC Landes Girondines (1999–2002)[3]
- US Bouscat (2002–2006)
- FC Sud Blaye (Juli–Dezember 2006)
- US Saint-Yzan Laruscade (Dezember 2006–2008)
- Olympique Lyon (2008–2012)
- ASJ Soyaux (2012–2017)

## Nationalspielerin
International hat es Amandine Guérin auf vier Einsätze in der U-19-Auswahl gebracht, die sie im Frühjahr 2012, also noch zu ihrer Zeit bei Olympique Lyon, bestritt. 2014/15 hütete sie in ebenfalls vier Begegnungen das Tor der B-Nationalmannschaft.
Im Oktober und November 2014 berief Nationaltrainer Philippe Bergeroo sie dann überraschend (statt Philippe oder Benameur) als dritte Torfrau in das französische A-Aufgebot für drei Länderspiele, setzte sie darin allerdings nicht ein. Dennoch wurde Guérin von Bergeroo Ende April 2015 im französischen Kader bei der Weltmeisterschaft in Kanada berücksichtigt, wenn auch nur als Nachrückerin (remplaçante) für den Fall, dass Bouhaddi, Deville oder Gérard kurzfristig noch hätten absagen müssen.
Ein A-Länderspiel für Frankreich hat Guérin nicht bestritten. Dafür gewann sie im Juli 2015 mit der französischen Hochschulauswahl beim Frauenfußballturnier der Universiade die Goldmedaille, wobei sie in sämtlichen sechs französischen Spielen von der ersten bis zur letzten Minute auf dem Platz stand.

## Palmarès
- Universiade-Siegerin: 2015